# سعد زغلول
سعد زغلول (1858م - 1927م) زعيم مصري وقائد ثورة 1919م في مصر وأحد الزعماء المصريين التاريخيين. أحد الذين طالبوا باستقلال مصر. شغل منصب رئيس وزراء مصر ومنصب رئيس مجلس الأمة.

## نشأته
ولد سعد في قرية إبيانة التابعة لمركز فوة سابقا مركز (مطوبس حاليا) مديرية الغربية سابقا (محافظة كفر الشيخ حاليا). تضاربت الأنباء حول تاريخ ميلاده الحقيقي، فمنهم من أشار إلى أنه ولد في يوليو 1857م وآخرون قالوا يوليو 1858م، بينما وجد في سجلات شهادته التي حصل عليها في الحقوق بأنه من مواليد يونيو 1860م. كان والده رئيس مشيخة القرية وحين توفي كان عمر سعد خمس سنوات فنشأ يتيما هو وأخوه أحمد زغلول، من أسرة ريفية مصرية.

## سيرة حياته
تلقى تعليمه في الكتاب ثم التحق بالأزهر عام 1873م. تعلم على يد السيد جمال الدين الأفغاني والشيخ محمد عبده والتف مثل الكثير من زملائه حول جمال الدين الأفغاني، ثم عمل معه في الوقائع المصرية. انتقل إلى وظيفة معاون بوزارة الداخلية لكنه فصل منها لاشتراكه في ثورة عرابي. اشتغل بالمحاماة لكن قبض عليه عام 1883م بتهمة الاشتراك في التنظيم الوطني المعروف بـ «جمعية الانتقام».
وبعد ثلاثة أشهر خرج من السجن ليعود إلى المحاماة. دخل إلى دائرة أصدقاء الإنجليز عن طريق الأميرة نازلي فاضل، وسعى وقتها إلى تعلم اللغة الإنجليزية. تزوج من ابنة مصطفى فهمي باشا، رئيس وزراء مصر. تعلم الفرنسية ليزيد من ثقافته.
توظف سعد وكيلا للنيابة وكان زميله في هذا الوقت قاسم أمين. ترقى حتى صار رئيساً للنيابة وحصل على رتبة الباكوية، ثم نائب قاض عام 1892م. حصل على ليسانس الحقوق عام 1897م.
انضم سعد زغلول إلى الجناح السياسي لفئة المنار، التي كانت تضم أزهريين وأدباء وسياسيين ومصلحين اجتماعيين ومدافعين عن الدين، واشترك في الحملة العامة لإنشاء الجامعة المصرية وكان من المدافعين عن قاسم أمين وكتابه «تحرير المرأة». في عام 1906م تم تعيينه ناظراً للمعارف ثم عين في عام 1910م ناظرا للحقانية.
وفي عام 1907م كان سعد أحد المساهمين في وضع حجر الأساس لإنشاء الجامعة المصرية مع كل من: محمد عبده، ومحمد فريد، وقاسم أمين، وتم إنشاء الجامعة في قصر جناكليس (الجامعة الأمريكية حاليا) وتعيين أحمد لطفي السيد كأول رئيس لها.
ساهم سعد أيضا في تأسيس النادي الأهلي عام 1907م وتولّى رئاسته في 18 يوليو 1907 م
أصبح سعد نائباً عن دائرتين من دوائر القاهرة، ثم فاز بمنصب الوكيل المنتخب للجمعية. بعد الحرب العالمية الأولى تزعم المعارضة في الجمعية التشريعية التي شكلت نواة «جماعة الوفد» فيما بعد وطالبت بالاستقلال وإلغاء الحماية.

## التاريخ السياسي

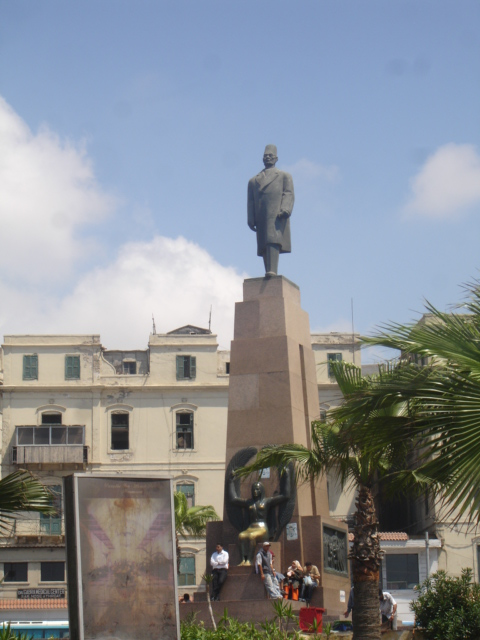
تمثال الزعيم سعد زغلول باشا في الإسكندرية.

أدى غياب زغلول إلى الاضطرابات في مصر، مما أدى في نهاية المطاف إلى الثورة المصرية في عام 1919م.
لدى عودته من المنفى، قاد زغلول القوى الوطنية المصرية حتى إجراء الانتخابات في 12 يناير 1924م، حيث أدت إلى فوز حزب الوفد المشكل من الجمعية التشريعية بأغلبية ساحقة، وبعد ذلك بأسبوعين، شكلت الحكومة الوفدية برئاسة سعد زغلول.
في أعقاب اغتيال السير لي ستاك، سردار (مصر) والحاكم العام للسودان إبان ما يعرف بـالحكم الثنائي، وفي 19 نوفمبر 1924م وعلى إثر تصاعد المطالب البريطانية اللاحقة والتي كان مفادها أن سعد زغلول أصبح شخصاً غير مرغوب به؛ كما سيتم تفصيله في فقرة العودة للحياة السياسية؛ اضطر زغلول أن يقديم إستقالته. ثم عاد لاحقا إلى الحكومة في عام 1926م حتى وفاته في عام 1927م.

## الوفد المصري
خطرت لسعد زغلول فكرة تشكيل الوفد المصري للدفاع عن القضية المصرية عام 1918م ضد الاحتلال الإنجليزي، حيث دعا أصحابه إلى مسجد وصيف في لقاءات سرية للتحدث فيما كان ينبغي عمله للبحث في المسألة المصرية بعد انتهاء الحرب العالمية الأولى في عام 1918م.
تشكل الوفد المصري الذي ضم سعد زغلول وعبد العزيز فهمي وعلي شعراوي وآخرين، أطلقوا على أنفسهم الوفد المصري.
وقد جمعوا توقيعات من أصحاب الشأن وذلك بقصد إثبات صفتهم التمثيلية. جاء في الصيغة: «نحن الموقعين على هذا قد أنبنا عنا حضرات: سعد زغلول وفي أن يسعوا بالطرق السلمية المشروعة حيثما وجدوا للسعي سبيلا في استقلال مصر تطبيقا لمبادئ الحرية والعدل التي تنشر رايتها دولة بريطانيا العظمى».
اعتقل سعد زغلول ونفي إلى جزيرة مالطا في البحر المتوسط هو ومجموعة من رفاقه في 8 مارس 1919م فانفجرت ثورة 1919م التي كانت من أقوى عوامل زعامة سعد زغلول.
اضطرت إنجلترا إلى عزل الحاكم البريطاني وأفرج الإنجليز عن سعد زغلول وزملائه وعادوا من المنفى إلى مصر، وسمحت إنجلترا للوفد المصري برئاسة سعد زغلول بالسفر إلى مؤتمر الصلح في باريس ليعرض عليه قضية استقلال مصر.
لم يستجب أعضاء مؤتمر الصلح بباريس لمطالب الوفد المصري فعاد المصريون إلى الثورة وازداد حماسهم، وقاطع الشعب البضائع الإنجليزية، فألقى الإنجليز القبض على سعد زغلول مرة أخرى، ونفوه مرة أخرى إلى جزيرة سيشل في المحيط الهندي، فازدادت الثورة اشتعالا، وحاولت إنجلترا القضاء على الثورة بالقوة، ولكنها فشلت مرة أخرى·
في عام 1921 برزت الخلافات بين سعد زغلول وبعض أعضاء الوفد فصل على أثرها عشرة من أعضاء الوفد رغم أنهم كانوا أغلبية، حينها قال كلمته المشهورة، المسألة ليست مسألة أغلبية وانما مسألة توكيل، فأخضع بهذه الكلمة القاعدة الديمقراطية للقاعدة القانونية.

## العائلة
زوجة سعد، صفية زغلول تزوجها عام 1895م، وهي ابنة مصطفى فهمي باشا، وزير في مجلس الوزراء المصري ورئيس وزراء مصر مرتين.، كانت ثائرة نسائية وكانت أيضا ناشطة سياسية.

## الجدول الزمني
- 1857م يوليو: ولد لعائلة من الفلاحين من الطبقة المتوسطة في إبيانه في دلتا النيل.

سنوات الشباب: تلقى تعليمه في جامعة الأزهر الإسلامية في القاهرة، ثم أكمل تعليمه في المدرسة المصرية للقانون؛ والتي كانت في حينه تؤهل المتخرج منها لممارسة مهنة المحاماة .
- 1892م: عُين قاضيا في محكمة الاستئناف.
- 1906م: يصبح رأس وزارة التربية والتعليم.

- يشارك في تأسيس حزب الأمة، في الوقت التي كانت مجموعة معتدلة من المصريين تدعى المزيد للحصول على استقلال مصر من بريطانيا.
- 1910م: عُين زغلول وزيرا للعدل.
- 1912م: يستقيل من منصب وزير العدل بعد خلاف مع الخديوي عباس حلمي الثاني.
- 1912م: تم انتخابه إلى الجمعية التشريعية.
- 1913م: تم تعيينه نائبا لرئيس الجمعية التشريعية، وهو المنصب الذي يستخدم لانتقاد الحكومة.
- 1914م- 1918م: خلال الحرب العالمية الأولى، فإن زغلول والعديد من أعضاء الجمعية التشريعية من الجماعات الناشطة شكلت هيكلا تشريعيا في جميع أنحاء مصر. أدت الحرب العالمية الأولى إلى الكثير من الصعاب على السكان المصريين، وذلك بفضل العديد من القيود البريطانية.
- 13 نوفمبر 1918م: مع نهاية الحرب العالمية الأولى، فإن زغلول واثنين آخرين من أعضاء سابقين من المجلس التشريعي دعوا المفوض السامي البريطاني، للسؤال عن إلغاء الحماية البريطانية. يسألون أيضا أن يكون لمصر ممثلين في مفاوضات السلام بعد الحرب. ولكن تم رفض هذه المطالب، فما كان من أنصار زغلول، وهي مجموعة تعرف الآن باسم الوفد، بأن أصبحت تحرض على الفوضى في جميع أنحاء البلاد.
- 1919م مارس: زغلول وثلاثة أعضاء آخرين من الوفد تم نفيهم إلى مالطا. لكن سرعان ما تم إطلاق سراح سعد وبعد ذلك عين الجنرال إدموند اللنبي وتولّى منصب المفوض السامي لمصر. سعد سافر إلى باريس، فرنسا في محاولة لتقديم روايته للحالة المصرية إلى ممثلي الدول الحليفة، ولكن دون نجاح يذكر.
- 1920م: زغلول عقد عدة لقاءات مع وزير المستعمرات البريطاني، اللورد ميلنر ويتوصل إلى تفاهم معه، ولكن زغلول كان غير متأكد من ردة فعل المصريين تجاه هذا التفاهم وكيف سوف يستوعبون أنه يصوغ اتفاقا مع البريطانيين، لذلك فضل أن ينسحب.
- 1921م: استخدم زغلول أنصاره لعرقلة تشكيل الحكومة، ثم رد اللورد اللنبي على محاولات سعد لعرقلة تشكيل الحكومة، بترحيله إلى جزر سيشل في المحيط الهندي.
- 1922م فبراير: حصلت مصر على استقلال محدود، وفقا لتوصيات اللورد ميلنر، حيث تم إبرام هذا من خلال المحادثات مع زغلول.
- 1923م: السماح لزغلول بالعودة إلى مصر.
- 1924م:
أ. فبراير: أصبح زغلول رئيسا للوزراء بعد أن فاز الوفد ب 90% من مقاعد البرلمان في الانتخابات.
ب. أثبت سعد زغلول من التجارب أنه قادر على وقف المظاهرات وأعمال الشغب بين المصريين.
جـ. تشرين الثاني (نوفمبر): وقعت حادثة اغتيال السير لي ستاك قائد الجيش المصري وحاكم السودان، والتي أسفرت تداعياتها عن تقديم سعد زغلول باستقالته؛ كما سيتم ذكرها بالتفصيل في الفقرة اللاحقة.
- 1926م: زغلول يصبح رئيسا للبرلمان، وهذا المنصب يمكنهُ من السيطرة على تصرفات المتطرفين القوميين.
- 23 أغسطس 1927م: وفاة زغلول في القاهرة.

## العودة للحياة السياسية
عاد من المنفى وقام بتأسيس حزب الوفد المصري ودخل الانتخابات البرلمانية عام 1923م ونجح فيها حزب الوفد باكتساح.
تولى رئاسة الوزراء من عام 1923م واستمر حتى عام 1924م حيث تمت حادثة اغتيال السير لي ستاك قائد الجيش المصري وحاكم السودان والتي اتخذتها سلطات الاحتلال البريطاني ذريعة للضغط على الحكومة المصرية حيث وجه اللورد اللنبي إنذارا لوزارة سعد زغلول يطالب فيه:
1. أن تقدم الحكومة المصرية اعتذارا عن هذه الجريمة.
2. تقديم مرتكبي هذه الجريمة والمحرضين عليها للمحاكمة والعقاب.
3. تقديم تعويض مقداره نصف مليون جنيه استيرليني للحكومة البريطانية.
4. أن تسحب القوات المصرية من السودان.
5. أن تقوم بزيادة مساحة الأراضي المزروعة قطنا في السودان.

كان الإنجليز يهدفون من هذا الإنذار إلى إبعاد مصر عن السودان لتنفرد بها بريطانيا ووضع السودان ومصر في تنافس اقتصادي حول محصول القطن وظهور إنجلترا بمظهر المدافع عن مصالح السودان إزاء مصر. وافق سعد زغلول على النقاط الثلاثة الأولى ورفض الرابعة. فقامت القوات الإنجليزية بإجلاء وحدات الجيش المصري بالقوة من السودان، فتقدم سعد زغلول باستقالته. وقام الملك فؤاد بتكليف زيور باشا برئاسة الوزارة كما قام بحل البرلمان. ولكن نواب البرلمان اجتمعوا خارج البرلمان وقرروا التمسك بسعد زغلول في رئاسة الوزراء. فقامت الحكومة البريطانية بإرسال قطع بحرية عسكرية قبالة شواطئ الإسكندرية في مظاهرة تهديدية، لذلك قرر سعد زغلول التخلي عن فكرة رئاسة الوزراء حتى لا يعرض مصر لنكبة أخرى مثل ما حدث عام 1882م.
وتم قبول استقالته في 24 نوفمبر سنة 1924م.
وخاض صراعا مع الملك فؤاد وأحزاب الأقلية المتعاونة مع الملك دفاعا عن الدستور، وتوج كفاحه بفوز حزب الوفد بالأغلبية البرلمانية مرة ثانية عام 1927م، وانتخب سعد رئيسًا لمجلس النواب حتى وفاته عام 1927م.

## وفاته

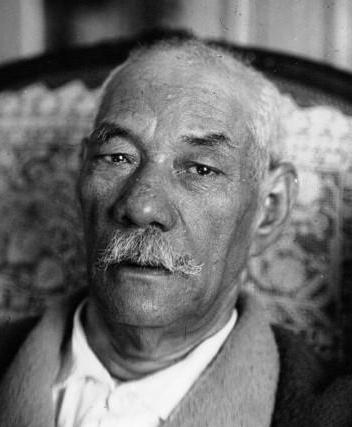
سعد زغلول عام 1924م

توفي سعد زغلول في 23 أغسطس 1927م، ودفن في ضريح سعد المعروف ببيت الأمة بـالمنيرة بـحي السيدة زينب الذي شُيّد عام 1931 ليُدفن فيه زعيم أمة وقائد ثورة ضد الاحتلال الإنجليزي (ثورة 1919م). فضلت حكومة عبد الخالق ثروت وأعضاء حزب الوفد الطراز الفرعوني حتى تُتاح الفرصة لكافة المصريين والأجانب حتى لا يصطبغ الضريح بصبغة دينية يعوق محبي الزعيم المسيحيين والأجانب من زيارته ولأن المسلمين لم يتذوقوا الفن الفرعوني وكانوا يفضلون لو دفن في مقبرة داخل مسجد يطلق عليه اسمه فأهملوه حتى اتخذ عبد الرحيم شحاتة محافظ القاهرة قرارا بترميمه على نفقة المحافظة كما وضعه على الخريطة السياحية للعاصمة.
كان سعد باشا زغلول قد اشترى الأرض المقام عليها الضريح عام 1925م. وذلك قبل وفاته بعامين ليقيم عليها ناديا سياسيا لحزب الوفد الذي أسسه ليكون مقرا بديلا للنادي الذي استأجره كمقر للحزب في عمارة «سافوي» بميدان سليمان باشا - وسط القاهرة - وقامت حكومة زيوار باشا بإغلاقه، وهذه الأرض يطل عليها من بيته ومساحته 4815 مترا مربعا، وقد كلف سعد زغلول باشا كل من فخري بك عبد النور وسينوت بك حنا عضوا الوفد بالتفاوض مع بنك اثينا وهو الجهة المالكة للأرض، ولكن حكومة زيوار أوعزت للبنك بعدم البيع عنادًا لسعد زغلول حتى لا يستخدم الأرض في إقامة مقر لحزب سياسي.
وفي يوم 23 أغسطس عام 1927م اجتمعت الوزارة الجديدة في ذلك الوقت برئاسة عبد الخالق باشا ثروت، وقررت تخليد ذكرى الزعيم سعد زغلول وبناء ضريح ضخم يضم جثمانه على أن تتحمل الحكومة جميع النفقات، وبدأ تنفيذ المشروع ودفن سعد باشا مؤقتاً في مقبرة بمدافن الإمام الشافعي لحين اكتمال المبنى، كما أقامت حكومة عبد الخالق ثروت تمثالين له أحدهما بالقاهرة والآخر بالإسكندرية.
واكتمل هذا البناء في عهد وزارة إسماعيل باشا صدقي عام 1931م، وكان من خصوم سعد زغلول، فحاول جعل الضريح الضخم لشخص واحد واقترح تحويل الضريح إلى مقبرة كبرى تضم رفات كل الساسة والعظماء، ولكن صفية زغلول الملقبة بـ «أم المصريين» وزوجة سعد زغلول رفضت بشدة هذا الاقتراح وأصرّت على أن يكون الضريح خاصا بسعد فقط، وفضلت أن يظل جثمانه في مقابر الإمام الشافعي إلى أن تتغير الظروف السياسية وتسمح بنقله في احتفال يليق بمكانته التاريخية كزعيم للأمة.
وفي عام 1936م تشكلت حكومة الوفد برئاسة مصطفى باشا النحاس وطلبت أم المصريين نقل جثمان سعد باشا إلى ضريحه بشارع الفلكي والذي يطل عليه بيت الأمة، وحدد النحاس باشا يوم 19 يونيو عام 1936م للاحتفال بنقل رفات زعيم الأمة بعد أن ظل في مقبرة الامام الشافعي تسعة أعوام تقريبا وفي اليوم السابق للاحتفال ذهب النحاس باشا مع بعض رفاق سعد زغلول إلى المقبرة سرا للاطمئنان على رفاته قبل نقلها ظنا منهما أنه ربما حدث أو يحدث شيئا لرفات زعيم الأمة، وكان معهما محمود فهمي النقراشي باشا ومحمد حنفي الطرزي باشا والمسؤول عن مدافن الإمام الشافعي، ولفّوا جسد الزعيم الراحل في أقمشة حريرية ووضعوه في نعش جديد ووضعوا حراسة على المكان إلى أن حضر كل من أحمد باشا ماهر رئيس مجلس النواب ومحمود بك بسيوني رئيس مجلس الشيوخ في السادسة من صباح اليوم التالي ثم توالى الحاضرون إلى المقبرة من الوزراء والنواب والشيوخ وحمل النعش على عربة عسكرية تجرها 8 خيول واخترق موكب الجنازة للمرة الثانية القاهرة من الإمام الشافعي حتى وصل إلى موقع الضريح بشارع الفلكي وكان قد أقيم بجواره سرادق ضخم لاستقبال كبار رجال الدولة والمشيعين من أنصار سعد وألقى النحاس باشا كلمة مختارة في حب زعيم الأمة جددت أحزان الحاضرين ودمعت عيناه وبكت أم المصريين بكاء شديدا ونقلت صحافة مصر تفاصيل نقل الجثمان إلى الضريح وكتبت مجلة «المصور» تفاصيل نقل الجثمان تحت عنوان «سعد يعود إلى ضريحه منتصرا».
وقد قام بتصميم الضريح على الطراز الفرعوني المهندس المعماري الراحل فهمي مؤمن كما أشرف على بنائه، وتقدر المساحة الإجمالية للمشروع 4815 مترا مربعا، أما الضريح فيحتل مساحة 650 مترا ويرتفع حوالي 26 مترا على أعمدة من الرخام الجرانيت وحوائطه من الحجر، وللضريح بابان أحدهما يطل على شارع منصور وهو من الخشب المكسو بالنحاس وارتفاعه ستة أمتار ونصف وهو نسخة طبق الأصل من الباب الآخر المطل على شارع الفلكي وتغطي حوائط المبنى من الخارج والداخل بطبقة من الرخام الجرانيت بارتفاع 255 سم كما أن السلالم مكسوة أيضا بنفس النوع من الرخام، ويحاط الضريح بدرابزين من النحاس والحديد والكريستال.

## أعمال فنية وأدبية تناولت سيرته
تناولت شخصيته بعدد من الأفلام والمسلسلات والأعمال الأدبية نذكر منها:
- مسلسل العملاق سنة 1979م عن عباس محمود العقاد بطولة محمود مرسي.. وقام بدور سعد زغلول الممثل حمدي غيث
- فيلم البطل سنة 1998م بطولة أحمد زكي.. وقام بدور سعد زغلول الممثل أحمد عبد الحليم
- مسلسل طائر في العنق [13] سنة 1998م بطولة بوسي.. وقام بدور سعد زغلول الممثل حمدي غيث
- مسلسل جمهورية زفتى سنة 1998م عن مدينة زفتى بطولة ممدوح عبد العليم.. وقام بدور سعد زغلول الممثل حمدي غيث
- مسلسل حواري وقصور سنة 2001م عن بطولة نبيل الحلفاوي.. الذي قام بدور سعد زغلول
- مسلسل قاسم آمين سنة 2002م عن بطولة كمال أبو رية.. الذي قام بدور سعد زغلول الممثل جمال عبد الناصر.
- مسلسل مصر الجديدة سنة 2004م عن قصة حياة هدى شعراوي بطولة فردوس عبد الحميد.. وقام بدور سعد زغلول الممثل أحمد خليل
- مسلسل الإمام محمد عبده سنة 2005م عن قصة حياة الإمام محمد عبده بطولة أحمد عبد العزيز.. وقام بدور سعد زغلول الممثل ياسر علي ماهر
- مسلسل الملك فاروق سنة 2007م عن قصة حياة الملك فاروق الأول بطولة تيم حسن.. وقام بدور سعد زغلول الممثل عبد الرحمن أبو زهرة
- مسلسل مشرفة رجل لهذا الزمان سنة 2011م عن قصة حياة علي مصطفى مشرفة بطولة أحمد شاكر عبد اللطيف.. وقام بدور سعد زغلول الممثل خليل مرسي
- مسلسل أهل الهوى سنة 2013م عن قصة بيرم التونسي وسيد درويش وقام بدور سعد زغلول الممثل عبد الرحيم حسن.

## مواقف لسعد زغلول
- يروي سعد في يوميات 25 أكتوبر 1913م ملخص حديث دار بينه وبين المؤرخ الشيخ محمد الخضري عن التاريخ وعدالة الصحابة، فيقول سعد: «هل الصحابة معصومون لا يُشَك في حديثهم ؟ فيجيب الخضري: إنهم ليسوا بمعصومين، ولكن لا يُشَك في صدقهم. فيقول سعد : إني أريد بالعصمة الثقة في الرواية ! فيجيب الخضري : هم ثقاة، فيرد سعد: ومن أين يكون لهم ذلك، وقد كانوا يرتكبون الجرائم ويأتون الآثام كما يرويه المؤرخون؟ »

## أشهر أقواله
- «نحن لسنا محتاجين إلى كثير من العلم، ولكنا محتاجون إلى كثير من الأخلاق الفاضلة.»[15]
- «نحن لسنا بأوصياء على الأمة، بل وكلاء عنها، ولكن وكلاء أمناء، فيجب علينا أن نؤدي لأمتنا الأمانة كما أخذناها منها.»[15]
- «فساد الحكام من فساد المحكومين.»[15]
- «الرجل بصراحته في القول وإخلاصه في العمل.»[16]
- «أنا لا أستخدم نفوذ أي اسم كان للحصول على أية غاية كانت.»
- «إن اختلاف الرأي لا يفسد للود قضية.»[17]
- «الحق فوق القوة والأمة فوق الحكومة.»[18]
- «مفيش فايدة.» عندما كان يتحدث لزوجته؛[17] وهنالك تفسيرين لهذا القول الأخير:

1- أنه كان يقصد الوضع السياسي في مصر في مجمله آنذاك، وذلك هو التفسير الشائع.

 2- أنه كان يقول لزوجته ألا تعطيه مزيدا من الدواء لأنه لا يبدو أنه يأتي بأية نتيجة واضحة، بل وأن حالته كانت تزداد سوءًا. وهذه الرواية هي الأرجح.
ويقال أن الكاتب الصحفي الراحل حافظ محمود قد كتب عن هذا الموضوع، وأكد أن الرواية الثانية هي الأكثر صحة، وأن سعد زغلول لم ييأس أبدا من الوضع السياسي في مصر.

## معرض صور

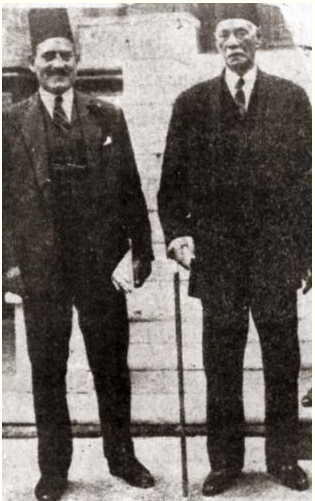
مصطفى النحاس مع سعد زغلول
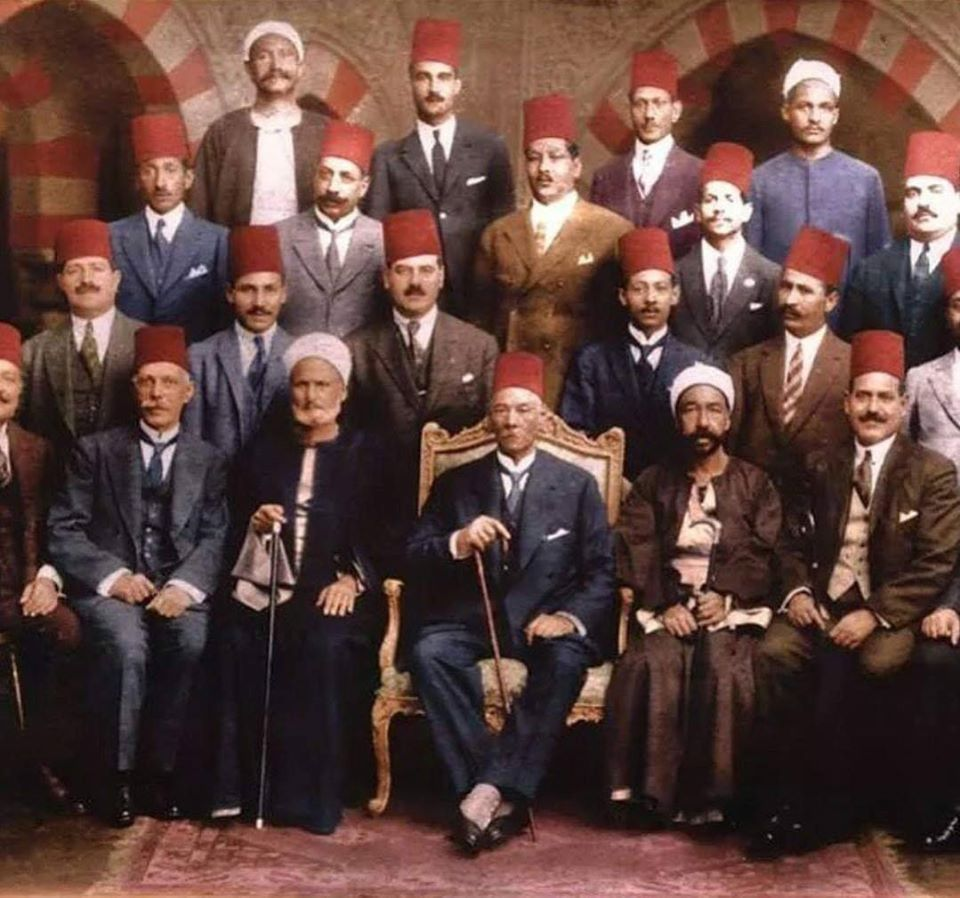
سعد زغلول مع بعض أعضاء الوفد
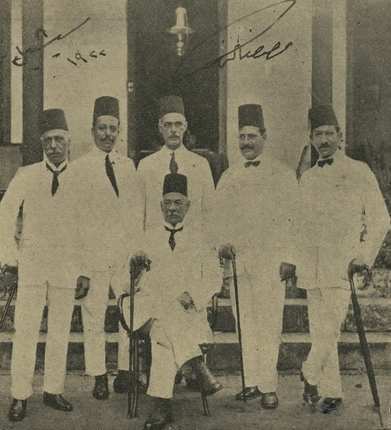
أعضاء الوفد في جزيرة سيشل عام 1922
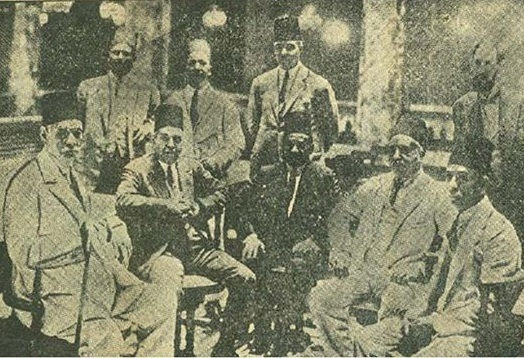
سعد زغلول مع طلعت حرب
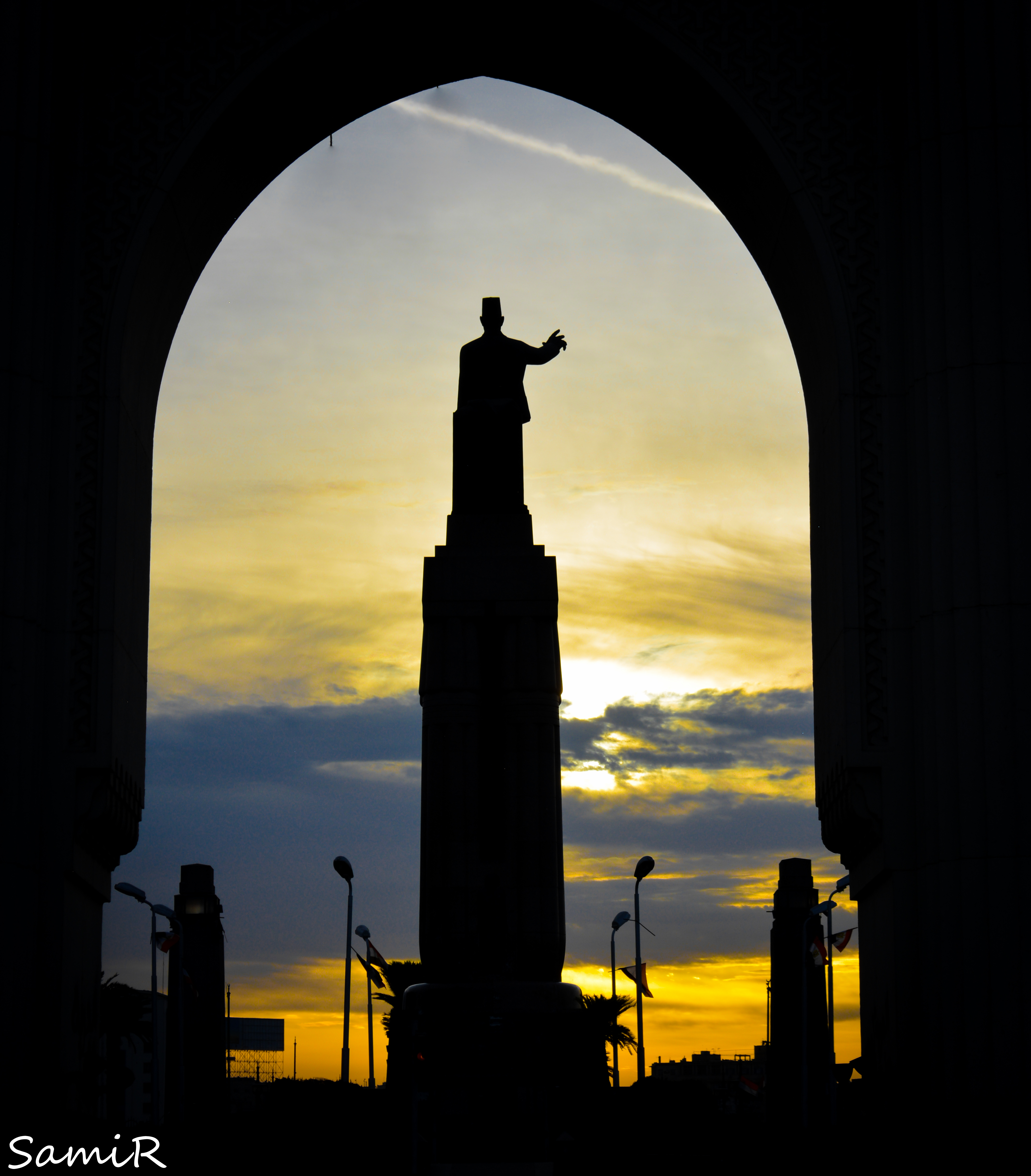
ميدان سعد زغلول

## روابط خارجية
- سعد زغلول على موقع الموسوعة البريطانية (الإنجليزية)

| سبقه يحيى إبراهيم باشا | رؤساء وزارات مصر 1924 | تبعه أحمد زيور باشا |